# Cratere Dison
Dison  è un cratere sulla superficie di Marte.